# Songa jezik
Songa jezik (Kisonga; ISO 639-3: sgo), neklasificirani jezik unutar porodice bantu koji se govori na području afričke države Demokratska Republika Kongo u provinciji Sud-Kivu (Kivu-Sud). 
Broj govornika ovog jezika nije poznat.

## Vanjske poveznice
- Ethnologue (14th)
- Ethnologue (15th)